# Chameleon Elliotův
Chameleon Elliotův  (Trioceros ellioti) je menší druh chameleona žijící v horských oblastech východní Afriky. Do roku 1963 byl považován za poddruh chameleona dvoupruhého, tyto druhy chameleonů, společně s chameleonem přilbovým a chameleony druhů Ch. kinetensis, Ch. rudis, Ch. schoutedeni, Ch. schubotzi a Ch. sternfeldi si jsou blízce příbuzné a tvoří příbuzenský komplex Ch. bitaeniatus. Je chráněný, v Úmluvě o mezinárodním obchodu s ohroženými druhy volně žijících živočichů a rostlin je zařazen do přílohy II.
Je to ještěr s velkou hlavou, která nese nízkou konvexní přilbu bez límcových laloků, tělo je bočně zploštělé a ocas dlouhý a ovíjivý. Jako všichni chameleoni má i chameleon Elliotův oční víčka srostlá, zůstává jen malý otvor na zornici, a oči se mohou pohybovat do všech stran a nezávisle na sobě. Silné nohy jsou zakončené prsty srostlými v klíšťky, které předních končetinách tvoří tři vnější a dva vnitřní prsty, na pánevních je tomu naopak. Prsty jsou opatřené silnými drápy. Na bocích těla se táhne řada zhrublých šupin, na hřbetě má vysoký jednořadý hřeben tvořený šupinami kuželovitými, výrazný je též hřeben hrdelní. Dorůstá asi 18 cm, samci jsou menší než samice. Je to variabilní druh, který vytváří množství forem. Základní zbarvení samců je zelené, samice bývají zelené, hnědé nebo šedé. Schopnost barvoměny je však dobře vyvinutá a ještěři mohou v závislosti na náladě nabývat i pestrých barev.
Areál chameleona Elliotova ve východní Africe zahrnuje Keňu, Ugandu, Tanzanii, Rwandu, Burundi a Kongo v nadmořských výškách 800–1800 m n. m. Žije na keřích a ve vysoké trávě, nevyhýbá se ani zahradám. Aktivní je během dne, kdy vyhledává potravu, hmyz, který uchvacuje lepkavým jazykem. Žije samotářsky, ale vnitrodruhová agresivita je u něj poměrně slabá. Je živorodý, samice po 90-105 dní trvající březosti rodí 2-18 mláďat.

## Chov
Tomuto druhu chameleona postačí teráriu o rozměrech 20x30x50 cm pro jednotlivce. Terárium musí být dobře větrané, síťové či tvořené hmyzím pletivem nebo gázovinou, možný je také chov volně v místnosti a během léta i venku. Není agresivní, ve větším terárium je možný i párový chov, jen březí samice je třeba držet odděleně. Denní teplota pro chov se pohybuje mezi 25-18 °C, v noci je potřeba teplotu snížit na 10-15 °C. Chameleon Elliotův vyžaduje vzdušnou vlhkost 80-100 % a má vysoké požadavky na množství vody k pití, kterou přijímá olizováním kapek z listů rostlin, proto je terárium třeba hojně rosit. Terárium je vhodné osázet živými rostlinami, jako je ficus benjamina, filodendron, bilgergie či břečťan a vybavit větvemi ke šplhání, substrát na dno není příliš důležitý. V zajetí chameleoni Elliotovi přijímají jakýkoliv přiměřeně velký hmyz, krmí se cvrčky vhodné velikosti, šváby, pavouky či mouchami, přednost dávají zavíječům, různým larvám a zemnímu hmyzu. Krmnou dávku je třeba doplnit vitamíny a minerály.

## Chov v zoo
Jedná se o vzácně chovaný druh. V Evropě jej podle databáze Zootierliste chovaly na počátku roku 2022 jen dvě zoo – v ruském Petrohradu a v českém Zooparku Zájezd mezi Prahou a Slaným. Na konci roku 2020 choval pět jedinců.